# Wilhelmina Geertruida van Idsinga
Wilhelmina Geertruida van Idsinga (født 10. november 1788 i Leeuwarden, død 3. maj 1819) var en frisisk maler.

## Liv og gerning
Wilhelmina van Idsinga var det eneste barn af adelsmanden Johan Idsinga, degnen af staterne i Friesland, og Tjebbina Heimans. Da hun var seks år gammel, døde hendes moder, og Johan van Idsinga giftede sig igen med Geertruida Stijl. Da dette andet ægteskab var barnløst, var Wilhelmina van Idsinga enebarn.
Hun startede som ung med tegning og maleri portrætter, først i pastelfarver og senere i olie. Undervisning fik hun af de frisiske malere Carel Jacob van Baar van Slangenburgh og Willem Bartel van der Kooi. Omkring 1814 blomstrede hendes kunstneriske talent. Dette år udstillede hun i Haag og Amsterdam. På udstillingen i Amsterdam blev vist blandt andet portræt af en pige med en kurv med blomster.
To år senere, i 1816, udstillede hun en pasteltegning til maleriet "een historiële ordonnantie, zijnde de weduwe te Sarepta en de profeet Elias" af Govert Flinck. I 1818 præsenterede Van Idsinga et portræt af en frisisk kvinde og en pasteltegning af en ældre mand vist på en udstilling af levende kunstnere. Algemene Konst- en Letterbode erklærede, at værket "beviser hendes talent som uddannet maler."
Wilhelmina af Idsinga døde den 3. maj 1819 "af brystsygdom", som det fremgår af hendes nekrolog, der af hendes far og stedmoder sattes i Leeuwarder Courant. Wilhelminas selvportræt med stråhat regnes som et af sin tid bedste malerier og hænger nu permanent i Old Burger Weeshuis.
- Portret van een meisje met hoed (Portræt af en pige med hat).
- Jacobus Scheltema (1767-1835). Geschiedschrijver Rijksmuseum (Jacobus Scheltema, historiker)